# Clifton–Aldan (SEPTA)
Clifton–Aldan (anteriormente Aldan) es una estación en la Ruta 102 de la línea Verde del Metro de Filadelfia y de la línea Media/Elwyn del Ferrocarril Regional SEPTA. La estación se encuentra localizada en Springfield Road & West Maryland Avenue en Clifton Heights, Pensilvania. La estación Clifton–Aldan fue inaugurada en 1880 pero no fue hasta 1928 que fue electrificada. La Autoridad de Transporte del Sureste de Pensilvania (por sus siglas en inglés SEPTA) es la encargada por el mantenimiento y administración de la estación.

## Descripción y servicios
La estación Clifton–Aldan cuenta con aceras y 2 plataformas laterales y 2 vías. La estación también cuenta con 132 de espacios de aparcamiento. 

## Conexiones
La estación es abastecida por las siguientes conexiones: 
- Rutas de autobuses: ninguna